# Wilfried Elzinga
Wilfried Elzinga (Westerhaar, 11 augustus 1969) is een Nederlands voormalig voetballer die tijdens zijn actieve loopbaan voor achtereenvolgens FC Twente en BVO Emmen uitkwam.
Elzinga speelde in zijn jeugd voor VV Voorwaarts uit Westerhaar, maar maakte in 1985 de overstap naar de jeugd van FC Twente. Hij kwam uit voor nationale vertegenwoordigende teams in zijn leeftijdsklasse. Met ingang van seizoen 1987/88 werd hij overgeheveld naar de selectie van het eerste elftal en op 27 maart 1988 maakte hij zijn debuut in de Eredivisie in een uitwedstrijd tegen Willem II. Vanaf het seizoen 1988/89 was Elzinga een vaste waarde als rechterverdediger in het team van de Tukkers.
Hij werd geselecteerd voor het Olympisch elftal en Jong Oranje en haalde met FC Twente in twee achtereenvolgende seizoenen Europees voetbal, waarbij de ploeg door Club Brugge en Bayer Leverkusen in de eerste rondes werd uitgeschakeld. Door langdurige blessures raakte de carrière van Elzinga vanaf seizoen 1991/92 in de versukkeling. In drie jaar speelde hij in slechts negentien competitieduels. Vanaf 1994 kwam hij vaker in het veld, maar een vaste basisplaats had hij niet. In 1997 stapte hij over naar BVO Emmen in de Eerste divisie, waar hij een contract tekende voor drie jaar.
Elzinga speelde twee seizoenen voor Emmen. Ook hier kampte hij met blessureleed. In april 1999 beëindigde hij zijn loopbaan als betaald voetballer en liet hij zich overschrijven naar zondaghoofdklasser AGOVV.